# Tony Evers (politico)
Anthony Steven Evers, detto Tony (Plymouth, 5 novembre 1951), è un politico statunitense, governatore del Wisconsin a partire dal 7 gennaio 2019. Membro del Partito Democratico, Evers è stato Sovrintendente della Pubblica Istruzione del Wisconsin dal 2009 al 2019.

## Biografia
Evers è nato nel 1951 a Plymouth, nel Wisconsin, figlio di Jean (Gorrow) e Raymond Evers, un medico. Il suo primo lavoro fu "da bambino, raschiando via la muffa dal formaggio" a Plymouth. Da giovane, Evers ha lavorato come badante in una casa di cura. Ha frequentato la Plymouth High School. Ha conseguito una laurea (1973), un master (1976) e un dottorato (1986) in leadership educativa presso l'Università del Wisconsin-Madison. Ha iniziato la sua carriera professionale come insegnante e coordinatore dei media nel distretto scolastico di Tomah. Dal 1979 al 1980 è stato preside della Tomah Elementary School, e dal 1980 al 1984 è stato preside della Tomah High School. Dal 1984 al 1988 Evers è stato sovrintendente del distretto scolastico di Oakfield e dal 1988 al 1992 è stato sovrintendente del distretto scolastico di Verona. Dal 1992 al 2001 è stato amministratore della Cooperative Education Service Agency (CESA) a Oshkosh.

### Dipartimento della Pubblica Istruzione (2001–2019)
Evers si candidò per la prima volta come sovrintendente di stato, un incarico apartitico, nel 1993 e fu sconfitto da John Benson. Nel 2001, ha corso di nuovo ed è arrivato terzo alle primarie dietro Elizabeth Burmaster. Dopo la sua elezione, Burmaster nominò Evers vice sovrintendente, posizione che mantenne fino a quando Burmaster fu nominata presidente del Nicolet College. Evers è stato presidente del Council of Chief State School Officers e dal 2001 al 2009 vice sovrintendente della pubblica istruzione del Wisconsin.